# Cerro Kaweshkar
Der Cerro Kaweshkar ist ein Hügel auf der Livingston-Insel im Archipel der Südlichen Shetlandinseln. Er ragt nördlich des Paso Estrecho nahe dem Westufer des Kap Shirreff am nördlichen Ende der Johannes-Paul-II.-Halbinsel auf.
Wissenschaftler der 45. Chilenischen Antarktisexpedition (1990–1991) benannten ihn nach dem Volk der Kawesqar aus dem Süden Chiles.